# ファーガソンライフル
ファーガソンライフル（Ferguson_rifle）は、18世紀イギリス軍ファーガソン大尉によって開発された後装式ライフル。
後世のボルトアクションやレバーアクションとは違い､近代大砲の垂直閉鎖器のような機構をもつ。
銃身の根本部分にネジがあり､トリガーガードを回すとネジが開きそこから銃弾と発射薬を装填出来る様になっている。
この当時の前装式ライフル銃の発射速度が1分につき2〜3発ほどなのに対し、このライフルは1分につき6発撃てたと言われている。
1775年のアメリカ独立戦争で使用された。